# سمكة المهرج سيباي
سمكة المهرج سيباي (الاسم العلمي: Amphiprion sebae)، هو نوع من الأسماك يتبع جنس سمكة المهرج من فصيلة البوماسنتريدي. تستوطن المحيط الهندي خاصةً من جاوة وحتى شبه الجزيرة العربية.

## معرض صور

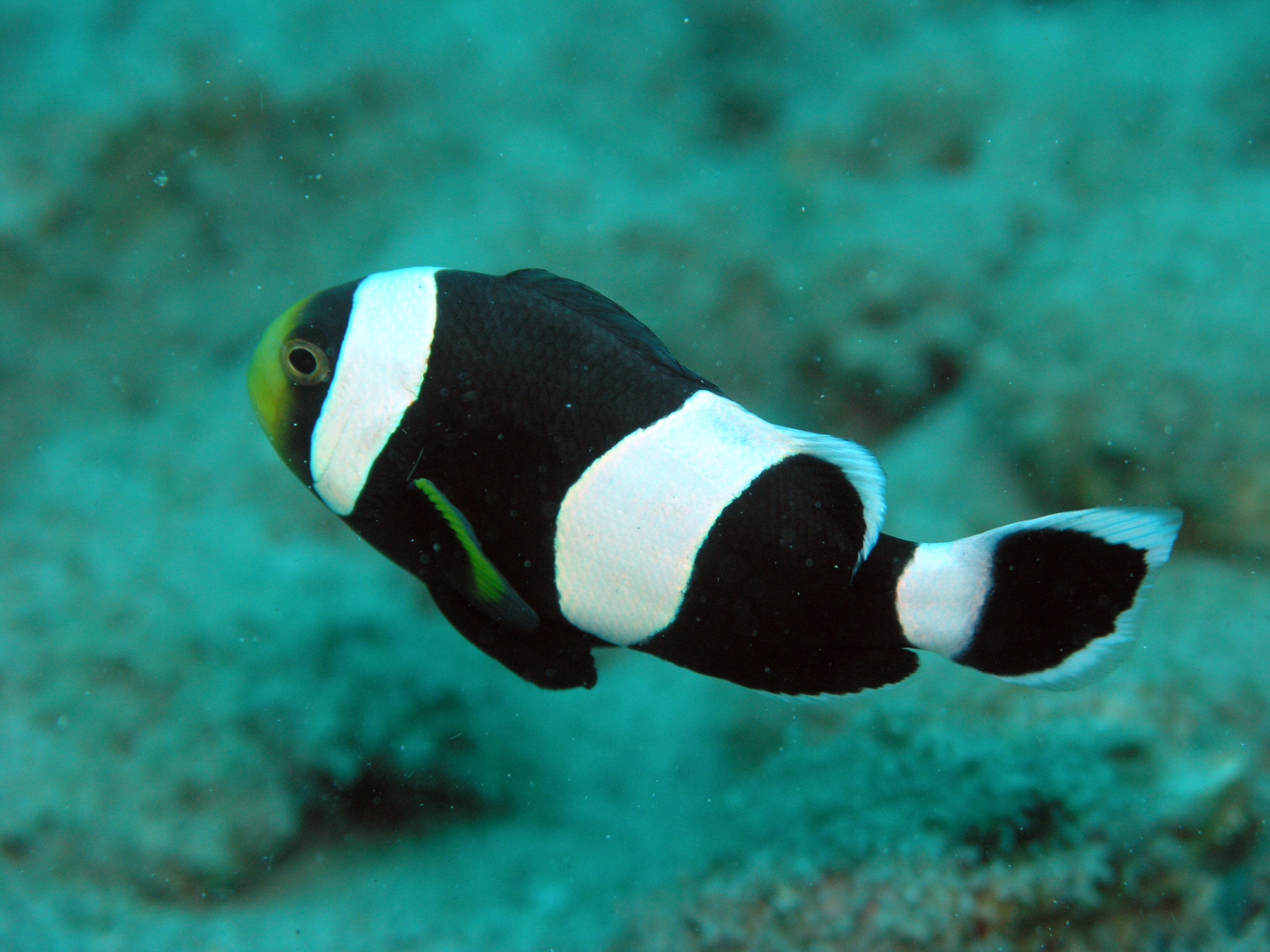
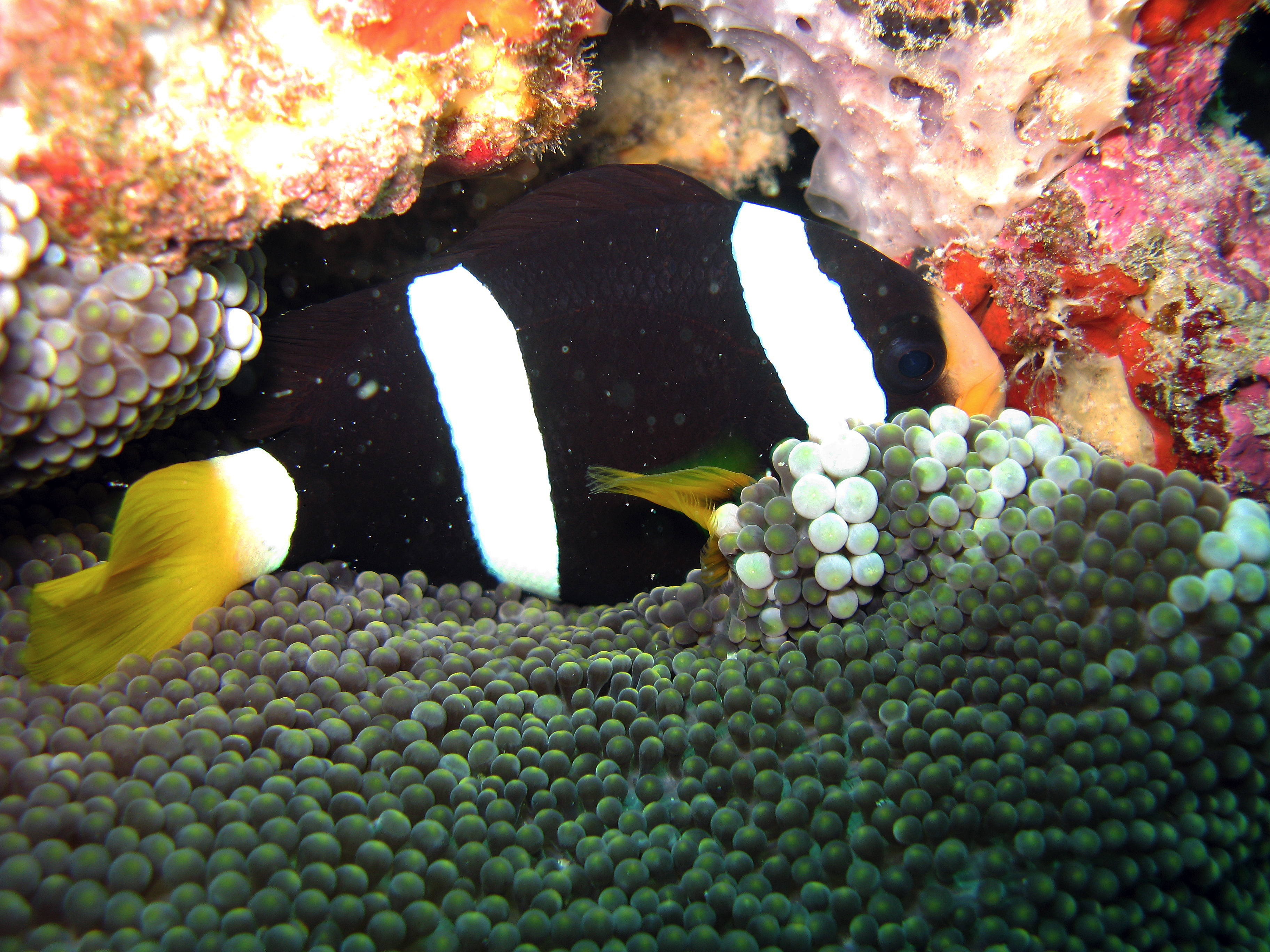
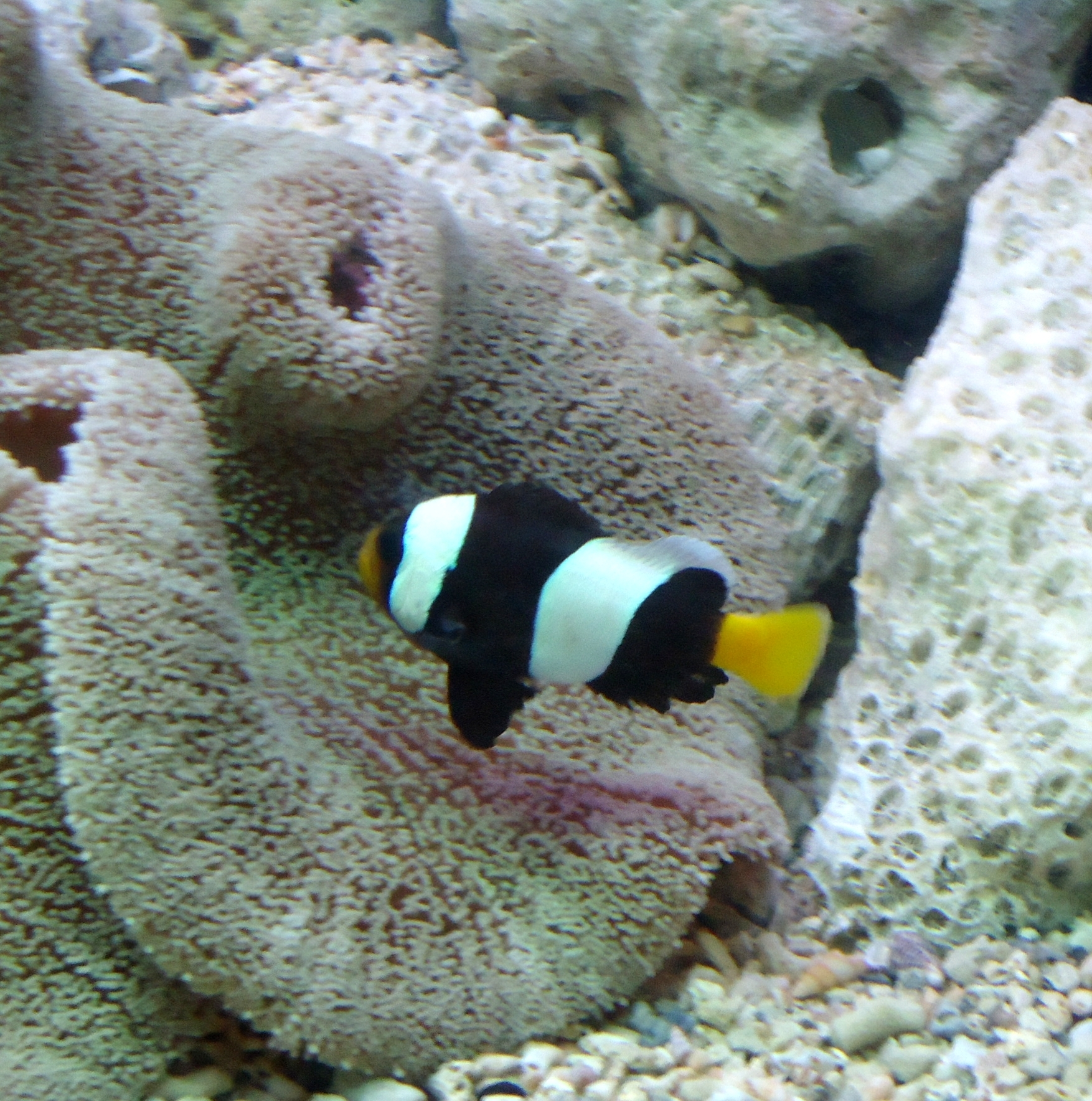